# Chapelle des Beaumes (Pied-de-Borne)
La chapelle des Beaumes est une chapelle située à Pied-de-Borne, en France.

## Localisation
La chapelle est située sur la commune de Pied-de-Borne, dans le département français de la Lozère.

## Historique
L'édifice est inscrit au titre des monuments historiques en 1987.